# Mellicta koreana
Mellicta koreana är en fjärilsart som beskrevs av Henry John Elwes 1899. Mellicta koreana ingår i släktet Mellicta och familjen praktfjärilar. Inga underarter finns listade i Catalogue of Life.